# Olověná léta

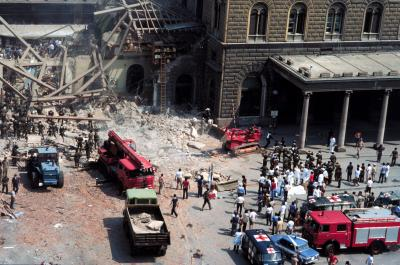
Následky krvavého teroristického útoku v Bologni z roku 1980

Olověná léta (italsky Anni di Piombo) je název používaný k označení období politických nepokojů v Itálii od konce 60. do poloviny 80. let 20. století. Toto období bylo charakterizováno všeobecným společenským konfliktem a mnohými akty terorismu prováděnými levicovými i pravicovými extremistickými hnutími.

## Historie
Politická situace v Itálii byla napjatá již od počátku 60. let, protože pravicovým politickým stranám v čele s Křesťanskými demokraty (DC) v Itálii již delší dobu klesala podpora a byly nuceny přijmout do koalice i středolevou Italskou socialistickou stranu (PSI). Druhou nejsilnější stranou po křesťanských demokratech v Itálii však byla dlouhodobě Italská komunistická strana (PCI), jejíž vstup do koalice pravicové strany vehementně odmítaly a všemožně mu zabraňovaly, protože v duchu Studené války se obávaly, že by mohla Itálii přivést do tábora socialistických zemí. Všeobecné společensko-politické napětí vedlo na konci 60. let k mnohým studentským nepokojům a vyvrcholilo zastřelením policisty Antonia Annarumma a následným bombovým útokem na Piazza Fontana v Miláně v roce 1969 a odstartovalo období známé jako olověná léta. Název je údajně odvozen z vlny přestřelek a bombových útoků, které následovaly po zmíněných událostech roku 1969. Na tomto násilí se podílelo několik levicových (Rudé brigády nebo Lotta Continua) i pravicových (např. Ordine Nuovo nebo NAR) extremistických organizací, ale i mafie a tajné služby.
Mezi nejdůležitější události z tohoto období patří zmíněný "spouštěcí" bombový útok na Piazza Fontana z 12. prosince 1969, při kterém zahynulo 17 lidí a z něhož byly zpočátku obviňovány levicové organizace. Ač o jejich vině nebyly v podstatě žádné důkazy, policie proti nim spustila vlnu silných represí, což však jen vedlo k větší radikalizaci mládeže a například i ke vzniku Rudých brigád. Ačkoli později bylo obviněno z útoku několik jiných osob hlavně z ultrapravicového spektra, dodnes není jasné, kdo za útoky opravdu stál. Dalšími významnými událostmi bylo odhalení pokusů o neofašistický převrat z let 1970 a 1974, násilné demonstrace v Pise z května 1973 (1 mrtvý), několik vražd a bombových útoků na policisty a policejní stanice z let 1972–1973 (celkem 8 mrtvých), bombový útok na anti-fašistickou demonstraci v Brescii z 28. května 1974 (8 mrtvých), bombový útok na vlak Italicus z 4. srpna 1974 (12 mrtvých), nebo únos a vražda významného křesťanskodemokratického politika Alda Mora v květnu 1978. Násilné události vyvrcholily 2. srpna 1980, kdy při bombovém útoku na železniční stanici v Bologni zahynulo 85 lidí. Posledními většími akty teroru z tohoto období byl útok Rudých brigád na vojenský konvoj v Salernu ze srpna 1982 (3 oběti) a útok na vlak Florencie-Řím z 23. prosince 1984 (17 obětí), který uskutečnila mafie ve spolupráci s neofašistickými teroristy.
Podle statistik italského ministerstva vnitra byly v letech 1969 až 1980 za 67,5 % násilných činů odpovědné ultrapravicové organizace, za 26,5 % ultralevicové a za 5,95 % ostatní skupiny. Co se týče obětí tohoto období politických nepokojů, celkově 150 osob bylo zavražděno při teroristických akcích provedených pravicovými extremisty, za 94 mrtvých jsou zodpovědní levicoví extremisté.

## Odpovědnost
V souvislosti s pozadím událostí, které se odehrávaly v Itálii během olověných let, zůstává stále mnoho nezodpovězených otázek a nejasností. Za mnohé útoky, které se v tomto období odehrály, byly často politiky, médii, ale i vyšetřovateli obviňovány ultralevicové organizace, přičemž se zdůrazňovalo jejich propojení na PCI. Později se však často ukázalo, že je uskutečnily pravicoví extremisté se zjevným záměrem zdiskreditování levice. Tak tomu bylo u řady výše uvedených případů. To vzbudilo celospolečenský zájem o to, do jaké míry bylo násilí záměrně vyprovokované a usměrňované a komu a proč ve skutečnosti vyhovovalo. Již v roce 1974 byl zatčen šéf vojenských tajných služeb SIOS a SID, generál Vito Miceli, protože se mu dokázalo maření vyšetřování ve více případech, propojení na neofašistické skupiny, ale i to, že dostával velké obnosy peněz přímo od CIA. Podobných případů později přibývalo a po odhalení tajných organizaci Propaganda Due nebo Gladio a jejich vazby na ultrapravicové skupiny, vlivné osoby, jakož i na západní tajné služby se začalo stále více mluvit o tom, že v Itálii byla ve velkém uskutečňována tzv. strategie napětí. Její podstatou je rozdělení, manipulace a kontrola veřejného mínění pomocí strachu, propagandy, dezinformací, agentů provokatérů a také uskutečňováním tzv. operací pod falešnou vlajkou. V roce 2000 italská parlamentní komise ve své vyšetřovací zprávě přímo uvedla, že strategie napětí byla podporována Spojenými státy, aby "zabránila PCI, a do určité míry i PSI, v dosažení výkonné moci v zemi".